# Ленпроектреставрация
ОАО «Санкт-Петербургский проектный институт реставрации памятников истории и культуры „Ленпроектреставрация“» — старейшая в Российской Федерации организация в области реставрационного проектирования памятников истории и культуры.

## История
С 8 сентября 1941 года г. Ленинград (ныне — Санкт-Петербург) оказался в военной блокаде, организованной немецкими войсками в ходе Великой Отечественной войны.
27 января 1944 года, благодаря успешным действиям вооруженных сил СССР, ополченцев и жителей Ленинграда, вражеская блокада была окончательно снята.
29 марта Государственный Комитет Обороны СССР принял постановление «О первоочередных мероприятиях по восстановлению промышленности и городского хозяйства г. Ленинграда в 1944 г.».
Во время Великой Отечественной войны почти все памятники истории и культуры России были разрушены.
Решением Ленгорисполкома № 141 от 19 марта 1945 года для восстановления архитектурных шедевров, зданий Ленинграда и его пригородов 1 июля 1945 года была создана Ленинградская архитектурно-реставрационная мастерская (ЛАРМ), основным принципом работы которой стала научная, аналитическая реставрация. Инициатива создания этого подразделения принадлежала начальнику ГИОП Ленинграда Н. Н. Белехову, архитектору К. Д. Халтурину и художнику-реставратору Н. В. Перцеву, взявшимся за подготовку вопроса ещё в начале 1944 года и тогда же разработавшим структуру и положение об архитектурно-реставрационных мастерских при Инспекции по охране памятников Ленинграда. Содействовал им в организации главный архитектор города Н. В. Баранов. Так началась история института «Ленпроектреставрация».
С 2006 года день основания Ленинградской архитектурно-реставрационной мастерской — 1 июля — стал ежегодно отмечаться как всероссийский профессиональный праздник «День реставратора», учреждённый Комитетом по государственному контролю, использованию и охране памятников истории и культуры.
Крупнейший знаток отделочных работ архитектор Л. М. Анолик, возглавивший мастерские, собрал лучших мастеров старшего поколения, закончивших ещё в довоенные годы специальную школу при Ленинградском инженерно-строительном институте. Среди них были архитекторы, перенесшие тяготы блокады: Ирина Бенуа и Евгения Казанская, вернувшийся из эвакуации Михаил Плотников, пришедшие из действующей армии Александр Гессен, Александр Кедринский и Василий Совков. Именно эти люди стали основоположниками ленинградской школы реставрации и разработали методику комплексного восстановления памятников архитектуры XVIII—XIX веков.
1 июля 1950 года Ленинградская архитектурно-реставрационная мастерская преобразована в Специальные научно-реставрационные производственные мастерские (СНРПМ) Главного архитектурно-планировочного управления (ГлавАПУ) Ленгорисполкома.
Укомплектованные специалистами самых разных профессий специальные мастерские развернули широкомасштабные реставрационные работы. Уже в 1970 году под государственной охраной находились 825 объектов, ансамблей и комплексов, в том числе 548 дворцов, музеев и особняков, театров и общественных зданий и жилых домов. К восстановлению большинства архитектурных шедевров институт имел самое прямое отношение.
В течение десятилетий СНРПМ было крупнейшим в Советском Союзе предприятием подобного профиля.
1 января 1974 года на базе Специальных научно-реставрационных производственных мастерских было создано Специальное научно-производственное объединение «Реставратор», которое занималось комплексными научно-исследовательскими проектными и ремонтно-реставрационными работами по восстановлению и воссозданию памятников истории и культуры Ленинграда и его пригородов. В составе объединения действовал проектный институт и четыре научно-реставрационные производственные мастерские. В 1987 году при объединении «Реставратор» создано единственное в СССР Ленинградское реставрационное училище № 26, позднее переименованное в Санкт-Петербургский реставрационный профессиональный лицей, а затем — в Санкт-Петербургское государственное бюджетное профессиональное образовательное учреждение «Реставрационный колледж „Кировский“»).
В 1988 году объединение «Реставратор» было преобразовано в проектный институт «Ленпроектреставрация». С 1990 года — в Муниципальное предприятие «Проектный институт реставрации памятников истории и культуры „Ленпроектреставрация“», затем в Санкт-Петербургское государственное унитарное предприятие «Проектный институт реставрации памятников истории и культуры „Ленпроектреставрация“», с 2007 года — в Открытое акционерное общество «Санкт-Петербургский проектный институт реставрации памятников истории и культуры „Ленпроектреставрация“».
В начале 1990-х годов финансовое положение института по ряду причин оказалось нестабильным. Весной 1994 года большинство сотрудников было отправлено в бессрочный отпуск без содержания. Руководство института активно искало выход из сложившейся ситуации. Через несколько лет ситуация выправилась и, казалось, в первые годы XXI века положение института стабилизировалось. 10 сентября 2010 года институт вступил в Ассоциацию Саморегулируемая организация «МежРегионПроект».
Время показало, что реставраторов ожидали новые испытания. В 2011 году рентабельность основной деятельности института была около 2 %, в 2012 году она сократилась до 1 %, коэффициент автономии (финансовая устойчивость организации) уменьшился до 0,03, сократилась численность работников. В сентябре 2014 года Арбитражный суд Санкт-Петербурга и Ленинградской области возбудил дело о несостоятельности (банкротстве) ОАО «СПб институт „Ленпроектреставрация“». Команде менеджеров института удалось выстроить конструктивный диалог с кредиторами. Было заключено мировое соглашение с отсрочкой погашения задолженностей. Определением Арбитражного суда города Санкт-Петербурга и Ленинградской области от 21.10.2015 производство по делу прекращено.
Институт возвратился к деловой активности на рынке проектирования объектов культурного наследия и ставит перед собой стратегические задачи в контексте развития реставрационной отрасли.
ОАО "Санкт-Петербургский институт «Ленпроектреставрация» на 100 % принадлежит Санкт-Петербургу, а совет директоров предприятия включает руководителя и заместителей главы Комитета по государственному контролю, использованию и охране памятников истории и культуры (КГИОП СПб).
В 2017 году ОАО "Санкт-Петербургский институт «Ленпроектреставрация» возглавило новое руководство, которое сразу стало думать о реорганизации института, изменении оплаты сотрудников с целью «мотивации». Главный шаг в этом направлении — Приказ по институту «О введении новой системы оплаты труда». Новая система была призвана любыми способами экономить финансовые средства организации. Положение работников ухудшилось.
В 2018 году «Ленпроектреставрация» выполняла 28 городских заказов, однако в 2019 году ГКУ «Дирекция заказчика по ремонтно-реставрационным работам на памятниках истории и культуры» перестала заключать контракты с бюро. Единственный гостендер, который выиграла организация, — работы по техническому надзору за реконструкцией одного из учебных корпусов Аграрного университета в Пушкине стоимостью 5 млн рублей. Он заключен с Минсельхозом РФ, в ведении которого находится вуз. В 2018 году сотрудникам института была задержана выплата зарплат на 6 месяцев, в 2019 году зарплату коллективу не выдавали. Фактически, институт прекратил работу, коллектив находится в отпуске без содержания до конца декабря 2019 г. В октябре 2019 года на имя полномочного представителя Президента Российской Федерации в Северо-Западном федеральном округе Александра Гуцана поступила жалоба, которая была рассмотрена прокурором Санкт-Петербурга Сергеем Литвиненко. Назначена проверка.
В этой критической ситуации сотрудники института обратились с коллективным письмом к губернатору Санкт-Петербурга (копию письма отправили в КГИОП СПб) за помощью в сохранении института — старейшей реставрационной организации Санкт-Петербурга, предлагая обсудить с коллективом возможные перспективы. Заявители в своем обращении особо выделили следующий факт: "к концу 2019 года руководство института уволило 90 % сотрудников с формулировкой «по соглашению сторон». В марте 2020 года на указанное обращение последовал ответ из Аппарата вице-губернатора Санкт-Петербурга Линченко Н. В. об ожидании сведений по запросам, высланным в КГИОП СПб и руководству института. В апреле из Аппарата вице-губернатора пришло дополнение к ответу: "в соответствии с информацией ОАО «Санкт-Петербургский Санкт-Петербургский проектный институт реставрации памятников истории и культуры „Ленпроектреставрация“ (далее — Общество), финансовое состояние учреждения неудовлетворительное: Общество имеет задолженность по заработной плате и уплате обязательных платежей. Деятельность в настоящее время Общество не осуществляет». Ответ на запрос в КГИОП СПб в указанном дополнении не представлен.
С июня по ноябрь 2019 года Ассоциация СРО «МежРегионПроект» провела в институте 4 проверки, зафиксировав актами нарушения и несоответствия требованиям и стандартам Ассоциации. Решением Дисциплинарной комиссии № 36-05-ДК/19 от 06.09.2019 года было приостановлено действие Права осуществления подготовки проектной документации в отношении объектов капитального строительства. Решением Дисциплинарной комиссии Ассоциации СРО «МежРегионПроект» № 45-03-ДК/19 от 7 ноября 2019 г. дана рекомендация об исключении института из членов саморегулируемой организации.
13 июля 2021 года газета «Деловой Петербург» разместила статью «Город теряет Ленпроектреставрацию: суд запустил банкротный процесс». Видимо пришло время прощаться со старейшей организацией, за 75 лет внёсшей неоценимый вклад в сохранение памятников истории и культуры Российской Федерации.
Арбитражный суд признал ОАО "Санкт-Петербургский институт «Ленпроектреставрация» банкротом и 8 апреля 2022 года утверждён конкурсный управляющий Максимов Алексей Викторович. Институт «Ленпроектреставрация» ликвидирован 15 января 2024 года на основании определения арбитражного суда о завершении конкурсного производства.

## Направление деятельности института
- Научная деятельность
- Проектная деятельность
- Инжиниринг
- Государственная историко-культурная экспертиза
- Сметное нормирование
- Финансово-технический надзор
- Образовательный центр

## Награды и премии
В 1972 году удостоены Государственной премии РСФСР «за воссоздание и реставрацию выдающихся памятников истории и культуры Ленинграда и его пригородов» сотрудники Специальных научно-реставрационных производственных мастерских: мастер-инкрустатор И. В. Антонов, художник по дереву В. А. Богданов, мастер-краснодеревщик К. А. Караваев, архитектор М. М. Плотников, мастер по декоративной скульптуре Г. Ф. Цыганков и директор С. И. Газиянц.
В 1984 году Специальное научно-производственное объединение «Реставратор» участвовало во Всесоюзной выставке достижений народного хозяйства (ВДНХ) в Москве и было удостоено Дипломом I степени Главного комитета ВДНХ СССР и 120 медалей.
5 июня 1985 года Указом Президиума Верховного Совета СССР СНПО «Реставратор» награждено орденом Трудового Красного Знамени «за заслуги в воссоздании и реставрации памятников истории и культуры города Ленинграда и его пригородов, разрушенных в годы Великой Отечественной войны 1941—1945 годов».
В 1986 году Ленинскую премию «за восстановление дворцово-парковых ансамблей пригородов Ленинграда» получили архитектор А. А. Кедринский, скульптор-модельщик Н. И. Оде, резчик по дереву А. А. Кочуев, живописец Я. А. Казаков, позолотчик П. П. Ушаков
Заслуженную известность получили архитекторы-реставраторы В. М. Савков, С. В. Попова-Гунич (Лауреат Государственной премии РСФСР в области архитектуры), Ф. Ф. Олейник, И. Н. Бенуа (Народный архитектор Российской Федерации, почетный член Академии архитектуры и строительства), А. А. Кедринский (Заслуженный архитектор РСФСР, почётный член Российской Академии архитектуры и строительных наук, Академик Академии архитектурного наследия, Лауреат премии Президента Российской Федерации в области литературы и искусства за 2001 год, Лауреат премии Правительства Российской Федерации в области культуры в 2005 году за воссоздание Янтарной комнаты Екатерининского дворца), Е. В. Казанская (Заслуженный архитектор Российской Федерации), А. Л. Ротач, К. Д. Халтурин, С. Н. Давыдов, Арапова Е. Г. (золотой почетный знак I степени Сыктивдинского района Республики Коми за проект паркетного зала для районного Дома культуры, 2005 г.), научный сотрудник и архитектор М. Г. Колотов (Заслуженный работник культуры Российской Федерации, почетный реставратор Санкт-Петербурга), научные сотрудники И. Г. Блэк, Л. И. Васильева, Н. В. Попова, Л. В. Хайкина, скульпторы И. В. Крестовский, Н. В. Дыдыкина, Я. А. Троупянский, Л. М. Швецкая (удостоена серебряной и бронзовой медалями ВДНХ), Э. П. Масленников, А. Ф. Гуржий, Н. Ф. Мальцева, скульпторы-модельщики А. Е. Громов, Л. П. Стрижова, Д. Д. Малашкин, Л. Г. Малиновская, Т. П. Шабалкина, живописцы О. Ю. Педаяс, Я. А. Казаков (золотая медаль Академии Художеств СССР), Л. А. Любимов (золотая медаль Российской Академии Художеств), А. В. Трескин (Народный художник РСФСР, лауреат Государственной премии, Золотая медаль Академии художеств), В. Г. Корбан (Лауреат Государственной премии в области литературы и искусства, Почетный реставратор Санкт-Петербурга), Ю. Ф. Шитов, Р. П. Саусен (золотая медаль Академии Художеств), И. И. Пиккиев, Б. Н. Лебедев (Государственная премия Российской Федерации за комплекс работ по воссозданию и реставрации монументальной и станковой живописи в памятниках архитектуры Санкт-Петербурга и его пригородов), чеканщики К. П. Кротов, В. П. Мялкин, Н. П. Лебедев, резчики А. В. Виноградов, И. Н. Болдосов, А. К. Кочуев (Золотая медаль ВДНХ), Ю. М. Козлов, А. П. Семенов, позолотчики Н. К. Рогозина, В. П. Слезин, К. Д. Мауричев, Н. М. Фомичева.
В 1995 году за заслуги перед государством и успехи, достигнутые в труде, сотрудники проектного института «Ленпроектреставрация» были награждены государственными наградами. Орденом Почета награждены архитекторы В. Н. Воронова, А. Э. Гессен и А. П. Куликов. Медалью ордена «За заслуги перед Отечеством» 2 степени награждены начальники отделов Э. Н. Герасимова и С. Г. Игнатьев, архитекторы А. Е. Гунич, Н. В. Морозова и В. И. Шолохова. За заслуги в области строительства и многолетний труд директору проектного института «Ленпроектреставрация» А. Б. Рийконену присвоено почетное звание «Заслуженный строитель Российской Федерации».
В 1996 году за заслуги перед государством и многолетний добросовестный труд Е. А. Комаровой присвоено звание «Заслуженный архитектор Российской Федерации».
В 2003 году заместителю директора по производству А. Г. Белову Приказом Госстроя Российской Федерации вручили нагрудный знак «Почетный архитектор России».
В 2010 году за плодотворную работу в Санкт-Петербурге в области реставрации нагрудный знак «Почетный реставратор Санкт-Петербурга» 1 степени был вручен архитектору Е. А. Комаровой, реставратору скульптуры и архитектурного декора Г. Л. Михайловой, художникам-реставраторам Б. Н. Лебедеву, В. С. Николаеву, Р. Д. Слепушкиной. Нагрудный знак «Почетный реставратор Санкт-Петербурга» 2 степени получили художник-реставратор В. Г. Журавлев, архитекторы М. Н. Кононова и В. В. Липатова. Нагрудным знаком «Почетный реставратор Санкт-Петербурга» 3 степени была награждена архитектор С. С. Наливкина.

## Руководители
- с 1945 года — Анолик, Леон Моисеевич, руководитель Ленинградской архитектурно-реставрационной мастерской
- 1970-е годы — Газиянц, Сурен Иванович, директор Специальных научно-реставрационных производственных мастерских Главного архитектурно-планировочного управления Ленгорисполкома
- с 1974 — Газиянц, Сурен Иванович, директор Специального научно-производственного объединения «Реставратор»
- с 1988 по октябрь 2003 — Рийконен, Алексей Борисович, директор Проектного института реставрации памятников истории и культуры «Ленпроектреставрация»
- с октября 2003 по март 2007 — Белов, Александр Геннадьевич, директор Санкт-Петербургского государственного унитарного предприятия "Проектный институт реставрации памятников истории и культуры «Ленпроектреставрация»
- с марта 2007 по февраль 2013 — Белов, Александр Геннадьевич, генеральный директор ОАО "Санкт-Петербургский проектный институт реставрации памятников истории и культуры «Ленпроектреставрация»
- с февраля 2013 по февраль 2015 — Райхельгауз, Леонид Михайлович, генеральный директор ОАО "Санкт-Петербургский проектный институт реставрации памятников истории и культуры «Ленпроектреставрация»
- с февраля 2015 по апрель 2017 — Крылов, Сергей Владимирович, генеральный директор ОАО "Санкт-Петербургский проектный институт реставрации памятников истории и культуры «Ленпроектреставрация»
- с апреля 2017 года — Щербакова, Ирина Владимировна, генеральный директор ОАО "Санкт-Петербургский проектный институт реставрации памятников истории и культуры «Ленпроектреставрация». И. В. Щербаковой принадлежит строительная компания ООО «Октябрь» и архитектурное бюро «Юринвестстрой», выполнявшее заказы по проектированию для департамента строительства и ЖКХ Вологодской области и «Газпром Экспорта»[7].
- Списки аффилированных лиц с 30.06.2009 по 31.12.2016[20].

## Публикации сотрудников
- Ротач А. Л.: Чугунные арочные мосты в Ленинграде // Архитектурное наследство. — Л., 1955. Выпуск 7.
- Давыдов С. Н. : О научной методике реставрации памятников архитектуры. «Архитектура СССР», 1956, № 5.
- Ротач А. Л.: Исаакиевский собор. — Л.: Под редакцией проф. В. И. Пилявского, 1962. — 17 000 экз.
- Кедринский А. : «Летопись возрождения» — 1965.
- Ротач А. Л.: Александровская колонна. — Л., 1966. — 50 000 экз.
- Кедринский А. Л., Колотов М. Г. и др.: «Летопись возрождения» — Л.: Издательство литературы по строительству, 1971 г.
- Ротач А. Л.: Монферран. — Л.: Лениздат, 1979. — 176 с. — (Зодчие нашего города). — 40 000 экз.
- Кедринский А., Колотов М. и др.: «Восстановление памятников архитектуры Ленинграда» — Л., 1989 г. — Стройиздат — 496стр.
- Ротач А. Л., Чеканова О. А.: Огюст Монферран. — Л.: Стройиздат, 1990. — 224 с. — (Мастера архитектуры). — 40 000 экз, экз. — ISBN 5-274-01153-5.
- Колотов М. Г., Трубинов Ю. В.: Скульптура Белого зала Гатчинского дворца // «Памятники культуры. Новые открытия». Ежегодник 1996 / Российская Академия Наук — М., 1998.
- Кедринский А.: «Основы реставрации памятников архитектуры». 1999 г. ISBN 5-85200-119-8.
- Масик С. Н.: Пушкинская улица в Санкт-Петербурге. — СПб., 1999. ISBN 5-8392-0167-7.
- Колотов М. Г.: Забытые произведения художника Джованни Батиста Скотти (Живописный плафон присутственной комнаты в здании Придворной конюшенной конторы. Конюшенная площадь, д. 2. Атрибуция античных музыкальных инструментов — Масик С. Н.) // «Строительная альтернатива». Проблемы реконструкции и реставрации зданий. Декабрь, 2002. № 2.
- Масик С. Н., Швец Н. Д. Семь чудес Санкт-Петербурга. — СПб, 2003. — ISBN 5-98341-007-5.
- Симкина С., Бакумцева О., Лапина Е.: Двери и порталы Санкт-Петербурга. — Л., 2004. — 288 с. (Архитектурное убранство Санкт-Петербурга). — ISBN 5-900741-1005 (ошибоч.).
- Масик С. Н: Пушкинская улица в Санкт-Петербурге. — СПб., 3-е издание, 2010. — 426 с. ISBN 978-5-4334-0017-7.
- Гунич А. Е.: Из истории города-крепости. Комплекс морского селения (Новой слободы) на Котлине острове // ARDIS. Архитектура, реставрация, дизайн и строительство. — СПб, 2011. — № 1/2 (48).